# Mohammed Adil Erradi
Mohammed Adil Erradi, né le 6 décembre 1978 à Rabat au Maroc, est un entraîneur maroco-belge. 

## Biographie
Né à Rabat au Maroc, Erradi a obtenu ses diplômes d'entraîneur en Belgique.
Après un passage au Ghana, il rejoint le Raja de Casablanca en juin 2017 comme entraineur-adjoint de Juan Carlos Garrido, puis comme directeur technique de l'IR Tanger à partir de novembre 2017.

### APR FC
En juillet 2019, Erradi devient l'entraîneur du club rwandais de APR FC, club avec lequel il bat le record national du nombre de matchs consécutifs sans défaites (50 matchs) et remporte le championnat trois saisons consécutives (2019-20, 2020-21 et 2021-22)
En 2022, il qualifie le club au 2eme tour de la Ligue des champions de la CAF. Il s'agit d'une première pour un club rwandais.

### Statistiques d’entraîneur
(Mis à jour le 12 septembre 2022)
| Équipe | Pays   | de      | à | Statistiques, | Statistiques, | Statistiques, | Statistiques, | Statistiques, |
| Équipe | Pays   | de      | à | J             | V             | N             | D             | % de v.       |
| ------ | ------ | ------- | - | ------------- | ------------- | ------------- | ------------- | ------------- |
| APR FC | Rwanda | présent |   | 83            | 57            | 17            | 9             | 68.67%        |

## Palmarès

### IR Tanger
- Championnat du Maroc (1)
  - 2018

### APR FC
- Championnat du Rwanda (3)
  - 2020, 2021, 2022
- Coupe du Rwanda
  - Finaliste : 2022

## Distinctions personnelles
- Elu entraîneur de l'année du Championnat du Rwanda de football en 2022[6].